# Eskolunbe Puente
Eskolunbe Puente Matanzas (Santurce, Vizcaya, 8 de diciembre de 1993) es una atleta española que compite en atletismo, especializada en carrera de velocidad y vallas.

## Biografía
Nació en Santurce (Vizcaya) el 8 de diciembre de 1993. Estudió en el colegio Asti Leku Ikastola de Portugalete. Estudió la licenciatura en ciencias de la actividad física y el deporte en la Universidad del País Vasco. Posteriormente completó un máster en educación superior Universidad Estatal de Grand Valley (Míchigan, EEUU) gracias a una beca deportiva de atletismo.
Comenzó su carrera deportiva en atletismo en 2002 a la edad de diez años en el equipo Ezkerraldea A.T. de Santurce. En 2008 fue la campeona del País Vasco y se clasificó para el campeonato de España Absoluto (Oviedo, 2008). En 2011 obtuvo la plata en el LVIII Campeonato España Junior (Játiva, 2011), en 400m vallas. En 2013 obtuvo el oro en 300m vallas en el Campeonato de Vizcaya Absoluto.
En 2014 fue subcampeona de España Universitaria en 400 metros vallas (medalla de plata) y subcampeona de España promesa (sub-23) en 400 metros vallas (medalla de plata). En 2015 fue la segunda clasificada en el Campeonato de España (Castellón). En su etapa en la Universidad Estatal de Grand Valley (Míchigan, EEUU), Puente formó parte del equipo de atletismo de la universidad y logró obtener algunas de las mejores marcas del equipo universitario. Además de su carrera como atleta, entre 2017 y 2019 fue la entrenadora del equipo de atletismo de la Universidad de Santa Bárbara (California, EEUU).
En 2019 participó como concursante en el programa de televisión El conquistador del fin del mundo de ETB2, en su edición El conquistador del Pacífico que tuvo lugar en Islas de las Perlas (Panamá). En 2014 recibió el premio a la deportista femenina más destacada por parte del Ayuntamiento de Santurce.
Además de su carrera deportiva, Puente también es integrante del grupo de música vasco de rock Leie Meie.

## Palmarés deportivo
- Campeona de la conferencia GLIAC en 400 metros vallas y relevo 4x400 metros (Míchigan, EEUU).
- Subcampeona de España promesa (sub –23) en 400 metros vallas.
- Subcampeona de España Universitaria en 400 metros vallas.
- Subcampeona de España junior en 400 metros vallas.
- 3a España promesa (sub –23) en relevos 4x100.
- 5a España en 400 metros lisos en pista cubierta.
- Campeona de Euskadi Absoluta en 400 metros vallas.
- Subcampeona de Euskadi Absoluta en 200 lisos en pista cubierta.
- Subcampeona de Euskadi Absoluta en 400 lisos en pista cubierta.
- 3a de Euskadi Absoluta en 200 lisos en pista al aire libre.

## Filmografía

### Televisión
- 2019, El conquistador del fin del mundo, ETB2